# Calamotropha franki
Calamotropha franki là một loài bướm đêm trong họ Crambidae.